# Jane Digby

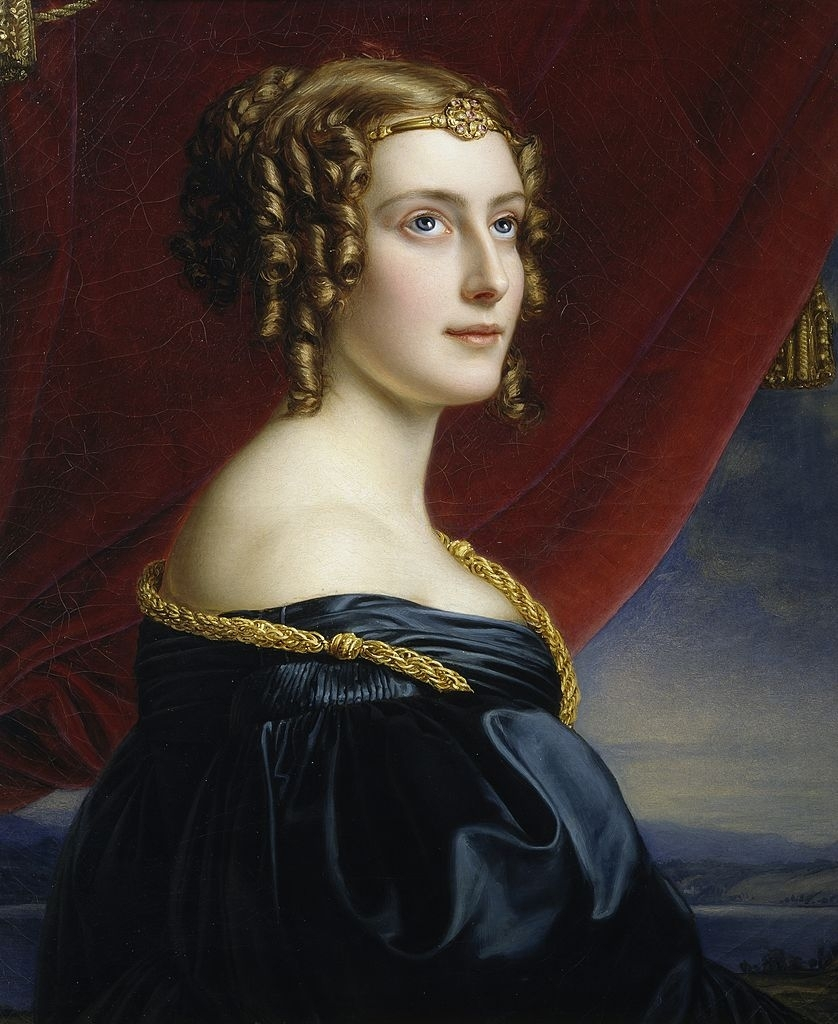
Portret Jane Digby z 1831 autorstwa Josepha Karla Stielera

Jane Elizabeth Digby (ur. 3 kwietnia 1807 w Dorset, zm. 11 sierpnia 1881 w Damaszku) – brytyjska arystokratka, kochanka króla Bawarii, Ludwika I, i króla Grecji, Ottona I; jedyna córka i najstarsze dziecko admirała Henry’ego Digby i Jane Coke, córki 1. hrabiego Leicester.

## Życiorys
Znana ze swojego promiskuityzmu, Jane po raz pierwszy wyszła za mąż za Edwarda Lawa, 1. hrabiego Ellenborough (ur. 8 września 1790, zm. 22 grudnia 1871, późniejszego wicekróla Indii, syna Edwarda Lawa, 1. barona Ellenborough, i Anne Towry, córki kapitana George’a Towry’ego. Edward i Jane mieli razem jednego syna, Arthura Dudleya Lawa (1828–1830).
Jane nie dochowywała wierności mężowi. Znane były jej romanse ze swoim kuzynem George’em Ansonem i austriackim politykiem Felixem Schwarzenbergiem. Jej swobodne prowadzenie się doprowadziły do tego, że w 1830 roku lord Ellenborough przeprowadził w Parlamencie ustawę rozwiązującą małżeństwo. Wywołało to wielki skandal w londyńskich wyższych sferach. Jane przeprowadziła się wówczas ze Schwarzenbergiem do Paryża, gdzie kochanek wkrótce ją porzucił. Jane udała się następnie do Monachium, gdzie została kochanką króla Ludwika I. Urodziła jednak dziecko baronowi von Venningen, którego poślubiła w sekrecie w 1832 r.
Wkrótce jednak znalazła sobie nowego kochanka. Był nim grecki hrabia Spirydon Theotoky. Venningen dowiedział się o tym i wyzwał hrabiego na pojedynek, podczas którego Grek został ciężko ranny. Baron przebaczył żonie, rozwiódł się z nią, otoczył opieką dziecko i pozostał z nią w przyjaznych relacjach. Jane poślubiła Theotoky’ego i wyjechała z nim do Grecji. Tam została kochanką króla Ottona. Małżeństwo z Theotokym zakończyło się w końcu rozwodem po śmierci ich 6-letniego syna. Jej kolejnym kochankiem został albański generał, któremu towarzyszyła w jego partyzanckich działaniach, jeżdżąc konno i mieszkając w jaskiniach. Kiedy dowiedziała się, że kochanek ją zdradza, opuściła go.
Mając 46 lat, Jane udała się do Syrii, gdzie wdała się romans z o 17 lat od niej młodszym Abdulem Midjuelem el Mezrabem, jednym z syryjskich szejków. Poślubiła go według muzułmańskiego prawa i przyjęła imię Jane Elizabeth Digby el Mezrab. Mieszkała z nim przez pewien czas w beduińskich namiotach na pustyni i nosiła arabski strój. Później zamieszkała w wybudowanym przez siebie pałacu w Damaszku. Nawiązała później bliską znajomość z Richardem Francisem Burtonem, brytyjskim konsulem w Damaszku, i Abd al-Kadirem, przywódcą walk algierskich plemion przeciwko francuskiej okupacji.
Zmarła na cholerę w wieku 74 lat, w swoim pałacu w Damaszku.